# Abbaye Notre-Dame de Leffe
Pour les articles homonymes, voir Abbaye Notre-Dame.
 (février 2019).
Si vous disposez d'ouvrages ou d'articles de référence ou si vous connaissez des sites web de qualité traitant du thème abordé ici, merci de compléter l'article en donnant les références utiles à sa vérifiabilité et en les liant à la section « Notes et références ».

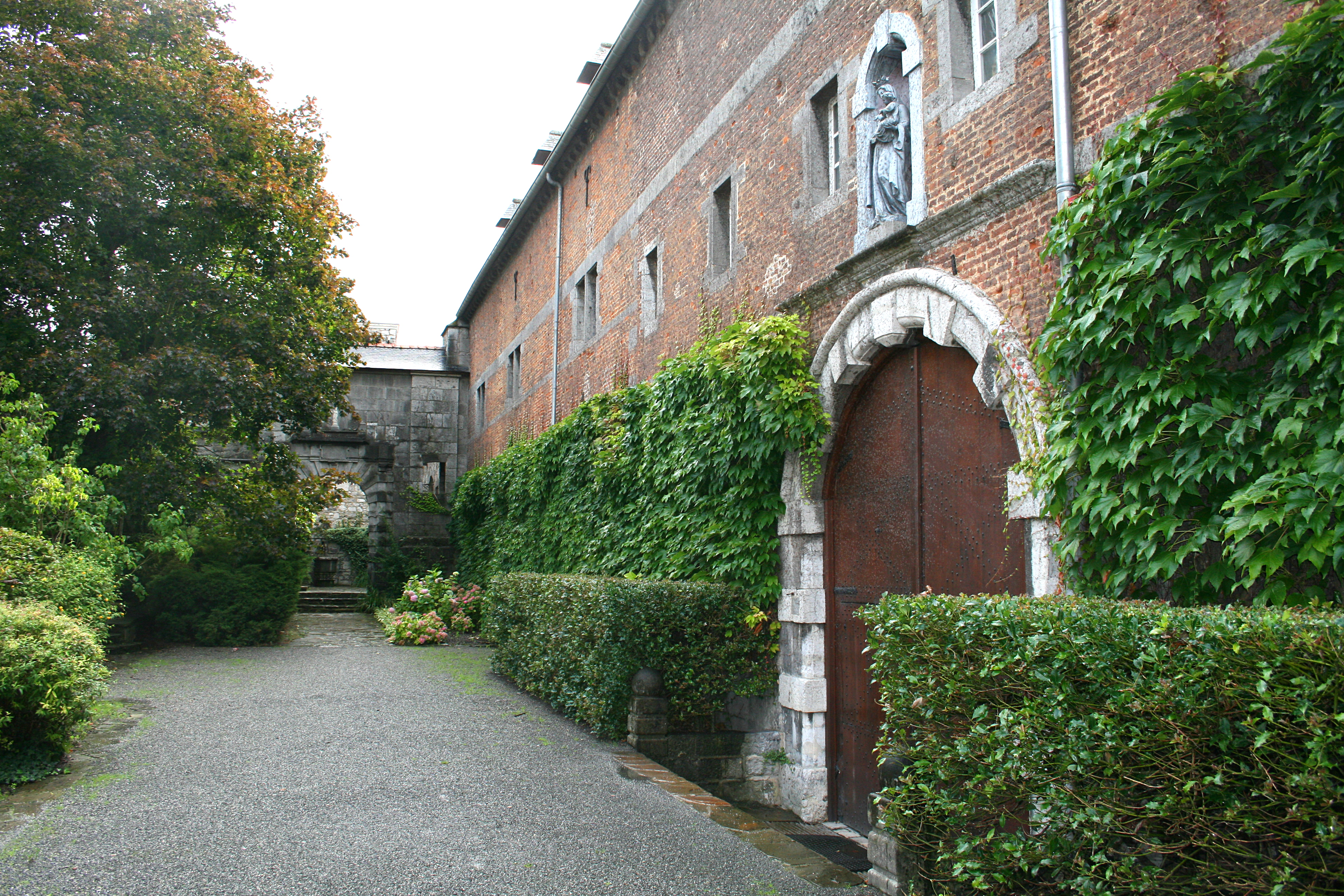
Portail principal de l'abbaye prémontrée de Leffe, à Dinant.

L’abbaye Notre-Dame de Leffe (ou simplement abbaye de Leffe) est un monastère de l’ordre des Prémontrés, situé à Leffe, un quartier de Dinant en Belgique, sur la rive droite de la Meuse. Il s'agit d'abord d'un prieuré dépendant de l'abbaye de Floreffe fondé en 1152, élevé au rang d'abbaye en 1160. Durant deux siècles, la communauté religieuse apporte l’œuvre de défrichement et la civilisation, et connait en retour, du fait des seigneurs, la prospérité (églises, villages, bois, dîmes, champs, moulins).
Le XVe siècle est désastreux pour l'abbaye de Leffe : peste, siège abbatial vacant, défiance vis-à-vis du Père-abbé, inondation. Dinant est saccagée et brûlée par les armes de Philippe le Bon, les religieux sont faits prisonniers par Charles le Téméraire, l'abbaye est en ruines à leur retour. La communauté connaît alors un siècle de redressement, grâce aux revenus générés par des moulins placés sur la rivière.
Cependant, depuis le règne de Charles Quint jusqu'au gouvernement de Marie-Thérèse, la Belgique est presque continuellement le théâtre des guerres sanglantes qui éclatèrent entre la France et l'Espagne, puis entre la France et l'Autriche. L'avènement de Joseph II va provoquer l'insurrection.
Les troubles de 1789 commencent par une révolution tranquille, puis les Dinantais se voient entraînés dans le tourbillon de la révolution brabançonne. La nouvelle administration confisque tous les biens ecclésiastiques, les ordres religieux sont dissous. L'abbaye est convertie successivement en verrerie, en papeterie, en fabrique de lin, puis rachetée, en 1902, par des chanoines prémontrés français. De grands travaux sont réalisés par ces chanoines mais la communauté allait devoir souffrir des rudes conséquences de l'invasion de la Belgique par les Allemands et des deux guerres mondiales.
La période du concile amène des bouleversements importants dans la vie de l’abbaye. On assiste à de jeunes vocations. La communauté, qui se consacre davantage à son rôle pastoral et devient un centre de rencontre religieuse et culturelle, est toujours active en 2022.

## Introduction

### Situation géographique
Leffe, faubourg de Dinant, est situé sur la rive droite de la Meuse, en aval de la ville. Le ruisseau de Leffe, qui prend sa source dans les environs d'Achêne, s’y jette dans la Meuse. Ce cours d’eau fit jadis mouvoir plusieurs moulins à farine et à écorces, des scieries de marbre, des polissoirs et des machines à peigner le lin.

### Historiographie
La plupart des documents qui auraient pu nous renseigner sur l'histoire de l'abbaye de Leffe ont presque entièrement disparu. Tout ce qui concernait l'abbaye depuis son origine, en 1152, jusqu'à la destruction de Dinant par le duc de Bourgogne, en 1466, a été anéanti ou perdu. Quant aux papiers relatifs au rétablissement de l'abbaye, en 1467, et à son histoire jusqu'à sa destruction en 1794, il est vraisemblable qu'ils ont été détruits aussi lors du pillage de l'abbaye à cette dernière date.

### Origines de la fondation

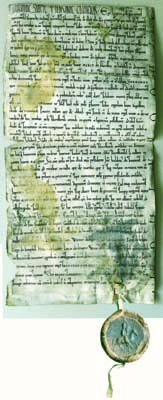
Charte de fondation

Le nom de Leffe est cité à l'origine même de Dinant. En effet, plusieurs auteurs affirment que saint Materne, évêque de Tongres, serait venu évangéliser cette ville et y opérer de nombreuses conversions. Pour entretenir la piété des nouveaux fidèles dans la région, il aurait fait construire deux petites églises ou oratoires en l'honneur de la Mère de Dieu. La première à Dinant même, sur l'emplacement de l'actuelle collégiale Notre-Dame, le seconde à Leffe, proche et en aval de Dinant, à l'endroit où s'élèvera plus tard l’abbaye des Prémontrés.
À partir du VIIe siècle, saint Perpète aurait établi à Leffe une maison de religieuses. Il est difficile de faire la part de l’histoire et de la légende dans ces récits, mais il est certain qu’à partir du Xe siècle et jusqu'à l'an 1152, des chanoines séculiers s'occupèrent du sanctuaire de Leffe.
Henri IV, comte de Luxembourg et de Namur, dit "l'aveugle" — il avait reçu en fief, vers 1140, la terre de Leffe de Frédéric Barberousse, roi des Romains — estimait que ces chanoines séculiers n’avaient pas le rayonnement spirituel qu’il attendait. Il professait par ailleurs une haute estime pour les religieux prémontrés que son père, Godefroid 1er, comte de Namur, avait établis dans sa terre de Floreffe, en 1121, et auxquels il avait lui-même fait de grandes libéralités. Aussi, il désirait les voir établis aussi à Leffe, dans l'église Notre-Dame.
Le comte de Namur communiqua son projet aux chanoines réguliers, leur promettant, s'ils y acquiesçaient volontairement, de pourvoir libéralement à leur existence. Tous les membres du chapitre consentirent à l'arrangement proposé. Parvenu à ses fins, le comte donna l'église de Sainte-Marie de Leffe, avec toutes ses dépendances et revenus à Gerland, abbé de Floreffe, à la condition d'y établir des religieux de son ordre, sous la direction d'un prieur. Il institua cette fondation par une charte. L’esprit de foi et d’humilité qui inspira celle-ci ne manque pas de détonner avec la mentalité du prince qui l'octroya. En effet, après avoir passé la plus grande partie de sa vie dans des entreprises belliqueuses et des luttes sanglantes, atteint de cécité à la suite de ses fatigues et parvenu à l'âge le plus avancé, celui-ci ne renonça pas à la fortune des armes pour éteindre ses différents familiaux.
L'année suivante, en 1153, l'empereur d'Allemagne, Frédéric Barberousse, confirma et approuva la donation. Elle fut également confirmée par une bulle du pape Adrien IV, le 22 avril 1155, et par le pape Alexandre III, le 12 mai 1178. Tout cela ayant été réglé à la satisfaction des deux parties, la nouvelle communauté religieuse vint habiter Leffe en 1152, sous la direction d'un prieur et sous la dépendance de l'abbé de Floreffe. Quant à Henri l'Aveugle, il mourut presque centenaire à Echternach, en 1196. Son corps fut ramené à Floreffe, où il repose à côté de celui de sa seconde épouse Agnès de Gueldre.

## Histoire

### Érection du prieuré de Leffe en abbaye en 1160

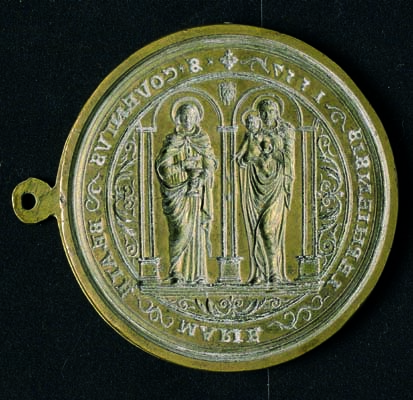
Sceau de l'abbaye de Leffe (Gaud)

L'an 1155 vit s'élever une nouvelle église construite par les arrivants sur l'emplacement de l'ancienne. Henri de Leyen, évêque de Liège, vint en faire la consécration.
Dieu bénit la petite communauté. En l’espace d'environ cinquante ans, le nombre des novices s'était tellement accru que Jean d'Auvelais, 5e abbé de Floreffe, jugea convenable d'ériger en 1160 le prieuré en abbaye. Il en soumit la proposition au chapitre général et à l'abbé de Prémontré, chef de l'Ordre. En ayant reçu un avis favorable, il fit aussitôt procéder à l'élection du nouvel abbé.
La grande majorité des suffrages fut accordée à Wéric, prieur de Floreffe, qui fut proclamé premier abbé de Leffe en l'an 1200. Gualter, doyen de Liège, applaudit cette élection et en délivra un diplôme authentique et synodal. Afin de donner plus de relief à la nouvelle abbaye, l'évêque de Liège, Hugues de Pierrepont, conféra la dignité d'archidiacre à l'abbé Wéric, dignité qui lui permettait de publier les bans de mariage, de citer au synode les délinquants soumis à sa juridiction et de lancer contre eux l'excommunication.
De son côté, en bon père de famille, Jean d'Auvelais dota généreusement la nouvelle abbaye. Outre les revenus de l'ancien chapitre, il lui assigna la terre de Waha-Saint-Martin, près de Marche-en-Famenne, la ferme de Villers, près de Dinant, attenant à Loyers-Lisogne, celle de Coulonval, à Villers-le-Gambon, près de Philippeville, avec toutes leurs dépendances. En tant qu’abbé père de la nouvelle fondation, il conservait le droit ordinaire de paternité, c'est-à-dire le droit de visiter l'abbaye et de confirmer l'élection à la dignité abbatiale.
Depuis lors et jusqu’à la fin du XVIIIe siècle, la maison de Leffe eut ses abbés particuliers, élus par ses propres religieux, agréés par les abbés de Floreffe et bénis par le prince-évêque de Liège.

### DuXIIIeauXVesiècle
La vie uniforme, peu coûteuse, et le travail incessant fait aboutir l'aisance à l'abbaye de Leffe. Cette aisance est entretenue par les libéralités des seigneurs qui ont saisi les avantages apportés par les ordres religieux pour introduire l’œuvre de défrichement et la civilisation. Les prémontrés de Leffe desservent ainsi les cures de Saint-Georges à Leffe, de Saint-Médard à Dinant, de Waha, de Sart-en-Fagne, d'Awagne, de Jassogne et de Courrière. Les seigneurs établissent des couvents dans leurs domaines. Ils y abritent leurs tombes et y fondent des messes. Peu d'entre eux ne meurent sans y laisser des preuves de munificence et d'estime. Ainsi, au cours du XIIIe siècle, le domaine de l'abbaye de Leffe se constitue et s'agrandit par de nombreux dons ou achats : églises, villages, bois, dîmes, champs, et aussi des moulins.
Wéric, premier abbé de Leffe en 1200, quitte Leffe en 1208 pour l'abbaye de Floreffe, où son savoir et ses vertus l'ont fait rappeler par ses anciens confrères pour succéder à l’abbé Jean d’Auvelais. Un grand nombre d’abbé vont lui succéder au cours du premier siècle d’existence de l’abbaye. Un certain nombre d’abbés de cette période achèvent leur mandat par démission. Cette succession rapide laisse supposer une oscillation dans l’équilibre de la fondation, peut-être même quelques difficultés intérieures. Les abbés de Leffe sont pourtant tenus en grande considération. On les choisit comme arbitres, pour apaiser les différents, lorsque les parties ne pouvaient parvenir à s'entendre, ce qui a lieu fréquemment à cette époque du Moyen Âge où il y a tant de droits divers, tant de sujets de litige.
Le XVe siècle est réellement désastreux pour l'abbaye de Leffe. Au mois de septembre 1400, une épidémie de peste lui enlève son abbé, Albéric de Pecheroux et sept autres religieux. En 1408, l’abbé Wéric de Beaumont se démet sans autorisation. Le siège abbatial reste vacant un long moment et les religieux cherchent à se soustraire aux instructions de leur abbé-Père, le prélat de Floreffe. Le 7 août 1460, l'église de Leffe est dévastée par une forte et soudaine inondation si bien qu'il n’en reste plus que les quatre murs. L'abbé Jean Ghorin est noyé. Les autres religieux ont beaucoup de peine à se sauver en se réfugiant dans la tour. Les dégâts occasionnés par l'inondation sont à peine réparés, que l'abbaye essuie une seconde épreuve.
En 1466, Dinant, qui s’est révoltée avec la population liégeoise contre l’évêque Louis de Bourgogne, est saccagée et brûlée par les armes de l’oncle de celui-ci, Philippe le Bon, duc de Bourgogne. Charles le Téméraire vient prendre gîte à l'abbaye de Leffe et y établir son quartier général le 17 août 1466 lors de l'investissement de la ville par les armées de son père Philippe, duc de Bourgogne. L'armée bourguignonne s'empare le lendemain du faubourg de Leffe, et la ville de Dinant doit se rendre le 23 août 1466. L'abbaye est livrée au pillage et dévastée, son église étant incendiée et presque entièrement détruite, avec ses dépendances. L'abbé Wauthier de Wespin et ses religieux sont emmenés captifs, l'abbaye reste abandonnée six mois. Les religieux, remis alors en liberté, rentrent à l'abbaye et ne retrouvent presque plus que des ruines.

### DuXVIeauXVIIIesiècle
Entre 1484 et 1583, la communauté connaît un siècle de redressement, grâce aux revenus générés par des moulins placés sur la rivière dans les « fonds de Leffe ». Il est à regretter cependant la disparition des archives et le cortège de procédures juridiques qu’elle entraîne, ainsi que la succession d’abbatiats brefs et le contexte socio-économique instable. Depuis le règne de Charles Quint jusqu'au gouvernement de Marie-Thérèse, entre 1515 et 1740, en effet, la Belgique est presque continuellement le théâtre des guerres sanglantes qui éclatèrent entre la France et l'Espagne, puis entre la France et l'Autriche. Des armées amies ou ennemies sillonnent et foulent en tous sens les provinces, semant le plus souvent la désolation et les ruines.
Cette longue période d’incertitudes sociales s’accompagne parfois de troubles internes, ainsi que de calamités naturelles. Entre 1577 et 1636, l'abbaye fait face à des épidémies de peste et à une famine importante qui perturbe durablement la vie sociale et économique. Mais l'abbé Jean Noizet brille par un talent d’administrateur peu ordinaire. Le 21 novembre 1618, il préside à Foy, près de Dinant, une importante cérémonie religieuse en présence d’une grande foule. Il s'agit de la translation de la statue miraculeuse de Notre-Dame, du château de Celles dans l'église du village de Foy, lieu de sa découverte.
À cette période, l'abbaye peut endurer les campagnes militaires qui troublent et désolent la région. En effet, d'une part, le roi de France, Louis XIII, a en grande estime l'ordre des Prémontrés. D'autre part, alors même qu'elle a reconnu l'autonomie des Pays-Bas catholiques sous le gouvernement d'Albert et d'Isabelle, l’Espagne accorde, elle aussi, des subsides considérables à l'abbaye, car elle a grandement à cœur le triomphe de l'Église catholique sur la fronde protestante.
En 1683, le roi Charles II d'Espagne, se voit obliger de résister par les armes aux prétentions de Louis XIV. Pour subvenir aux frais de la guerre, il lève des impôts considérables sur les provinces des Pays-Bas. En 1690, après la bataille de Fleurus, les Français victorieux imposèrent une forte contribution sur la province de Namur. Dans ces deux circonstances, l'abbaye de Leffe dut naturellement intervenir pour sa quote-part.
Plus tard, l'abbé Perpète Renson (1704-1743) décide de rétablir le vœu de pauvreté, auquel certains usages avaient apporté des adoucissements. En 1707, il supprime le pécule attribué personnellement à chaque confrère, auquel ses prédécesseurs n’ont pas osé toucher. En 1710, il fait construire la grande ligne des bâtiments : moulin, granges, remises. Quatre ans après ces travaux, déjà si importants, l'abbé Renson ordonne la reconstruction complète de l'église. Une fois terminée, elle reçoit la visite et les félicitations du Prince-Évêque de Liège.
Cependant, le 9 février 1737, les députés de l'état ecclésiastique du duché de Luxembourg invitent l’abbé Renson à leur adresser un détail des possessions de son abbaye en ce duché, avec spécification de leurs revenus. C'était le prélude des vexations qu'allaient bientôt subir les communautés religieuses qui se trouvaient sous la dépendance du gouvernement autrichien. Sous le règne de Marie-Thérèse (1740-1780), princesse pourtant très attachée à la religion, sont nommés successivement, comme gouverneurs des Pays-Bas, trois ministres plénipotentiaires imprégnés de la philosophie des Lumières qui s'immiscent dans les affaires ecclésiastiques.
Avec l'avènement de Joseph II, on espère la continuation de l’ère de prospérité relative dont les Belges avaient joui sous Marie-Thérèse. Mais par une suite de réformes imprudentes et mal accueillies, ce dernier va provoquer l'insurrection.

### Troubles de 1789

#### Révolte tranquille des démocrates
À partir de l’été 1789, les institutions héritées de l'Ancien Régime deviennent chancelantes. Le 18 août, les Liègeois démocrates se révoltent, en désaccord avec leur seigneur. Une semaine plus tard, les Dinantais, aigris par la misère économique leur emboîtent le pas. Les habitants sont indignés et inquiets de l'augmentation des impôts directs. Le 25 août, les députés des métiers de la ville déposent les membres de l'autorité communale. Les impôts oppresseurs sont abolis, les règles constitutionnelles en vigueur avant 1684, fondées sur les usages et les privilèges, sont rétablies. Cette prise du pouvoir pacifique est fêtée. Le clergé local s'associe aux réjouissances.
La révolution tranquille dure dix jours. Elle porte au pouvoir des hommes modérés connus pour leur intégrité. Mais les vieux démons réapparaissent lorsqu'il s'agit de se pencher sur le délicat dossier de la fiscalité. Malgré des changements favorables apportés à l'administration, les Dinantais se voient entraînés dans le tourbillon de la révolution brabançonne.

#### Révolution brabançonne
Le 27 juin 1790, les Autrichiens s'installent dans une propriété des Prémontrés de Leffe, pour y établir leur quartier général. Les Patriotes reviennent à l'assaut. Les combats sont acharnés. L'ouverture de négociations reconduit les Autrichiens aux affaires. Le régime d'occupation s'instaure, les troupes françaises étant accueillies avec confiance par des populations contentes d'être vengées des échecs de leur révolution mort-née.
À Dinant, le 8 novembre 1790, les Républicains installent leur quartier d'hiver dans la ville et ses alentours. Le peuple est invité à se choisir une assemblée provisoire. La ville et sa banlieue sont divisées en 6 sections. L'abbaye de Leffe forme la première section, et les réunions des nouveaux citoyens-électeurs se déroulent dans l'abbatiale. Dans la collégiale Notre-Dame est proclamée la République.
La nouvelle administration déclare que tous les biens ecclésiastiques appartiennent à la nation, que l'Église n'en a que l'usufruit et que la nation peut les reprendre en cas de besoin. Dans les faits, des contributions énormes sont partout exigées avec une extrême rigueur, ce qui oblige les communautés religieuses à vendre immédiatement des biens. Le 7 février 1793, les portes de l'abbaye de Leffe sont forcées. Le juge de paix interroge l'abbé Gérard sur la disparition des biens mobiliers, lequel est mis en longue et pénible détention. L'abbé Gérard ne rejoint sa communauté qu'après le départ des Français, le 18 mars 1793.

#### Fuite des religieux
Le retour des Autrichiens est effectif mais de courte durée. Dès le printemps 1794, les Français reprennent l'offensive. À Dinant, c'est la panique. Les tenants de l’Ancien Régime fuient, l'émigration commence, avec 88 religieux de Dinant quittant la cité en toute hâte. Il y a des Capucins, des Prémontrés, des Croisiers, des Ursulines, des Sœurs Grises et des Carmélites.
Le 28 mai 1794, parmi les Prémontrés de Leffe, 11 d'entre eux dont l'abbé Gérard affrètent dans la plus grande précipitation des barques louées à un aubergiste de Leffe qui les emmène, cachés sous des bottes de paille, jusqu'à Maastricht. Un second groupe quitta l'abbaye le lendemain.

#### Réquisition des biens et impôt des religieux
Sous le couvert de la République, le doyen-maire de Givet s'approprie une quantité de marchandises pour le compte de l'État. Il s'en prend en particulier à l'abbaye de Leffe, inoccupée à la suite du départ des Prémontrés. Il réquisitionne des bateaux et fait charger les cloches, les fers, les cuivres, les grains, meubles et autres effets de la bibliothèque. Au retour d'émigration, les Prémontrés découvrent leur maison éventrée. De plus le Comité de salut public leur demande un impôt. Le 5 mai 1795, la république met en location les jardins et le vignoble attenants à l'abbaye que les religieux avaient dû abandonner, en attendant leur vente définitive. Chaque établissement ecclésiastique, régulier ou séculier, doit remettre, dans les dix jours, entre les mains du directeur des domaines, un état détaillé de ses biens et un catalogue de ses livres et manuscrits.

#### Dissolution des ordres religieux
Le 1er septembre 1796, le gouvernement supprime, en Belgique, les congrégations et ordres réguliers, et généralement toutes les maisons ou établissements religieux. Il confisque tous leurs biens meubles et immeubles, et il donne des bons qui ne peuvent être employés qu'en acquisition de biens nationaux, situés dans les Pays-Bas. Outre le rachat de fermes et autres biens ayant appartenu à leur abbaye, l'abbé georges et un autre religieux obtiennent le rachat de l'abbaye, de son église et propriétés adjacentes dans l’espoir sans doute de rétablir plus tard la vie religieuse à Leffe.
Les jours meilleurs tardant à venir, des biens sont revendus. Le laïc Saint-Hubert de Sir de Melin devient acquéreur de l'église, du monastère et de ses dépendances. Il fait démolir l'église, dont il ne reste que des pans de murs, qui ont résisté à la sape et dont on voit encore un morceau de nos jours.

### AuxXIXeetXXesiècles

#### Rachat par des Prémontrés
Après les troubles liés à la Révolution française, l'abbé Frédéric Gérard décide, le 12 octobre 1812, de léguer tous ses biens à sa nièce avec mission de restaurer l’abbaye quand ce sera possible. Il meurt en 1813. Revendue alors en 1816 à une société française, l'abbaye fut convertie en verrerie. Cette industrie dura 15 ans, puis la société s'écroula en 1830. Des créanciers reprirent ce bien et le conservèrent jusqu'en 1839. Mis de nouveau en vente à cette époque, il ne trouva point d'amateur. Une partie de l’abbaye fut alors convertie en papeterie, puis en fabrique de lin. Une autre partie fut vendue en 1842 à M. Jean-Joseph Wauthier de Leffe, mais le décès de sa veuve décida de la remise en vente de la propriété.
D’héritage en héritage, l’abbaye est finalement achetée par Henri Collard, qui la revend quelques jours plus tard, en 1902, à des chanoines prémontrés français de Frigolet, près d’Avignon. Malheureusement, les bâtiments ne sont nullement prêts à les accueillir, mais de grands travaux sont réalisés par ces chanoines venus de France. Ils remettent les bâtiments en état et aménagent une nouvelle église abbatiale dans l'ancienne grange. La communauté en exil allait devoir souffrir des rudes conséquences de l'invasion de la Belgique par les Allemands.

#### Première Guerre mondiale
Le 15 août 1914, la bataille s'engage à Dinant. Le 21 août, les Allemands envahissent la ville. Ils abattent deux religieux qui voulaient s'enfuir par la Leffe sous l'abbaye. Les religieux chassés de l'abbaye sont emprisonnés dans l'école régimentaire. Le 28 août, dix sept religieux dont l'abbé feront partie du contingent de 33 ecclésiastiques qui seront maintenus en captivité à Marche-en-Famenne pendant un mois. Le 24 septembre suivant, le général von Lonchamps leur rend la liberté. De soixante religieux partis de Frigolet en 1903, il ne reste que trente survivants en 1919.

#### L'entre-deux-guerres
Le 28 avril 1929, un incendie détruit une partie de l'abbaye de Tongerlo. L’Abbé Perrier propose d’accueillir, à Leffe, une partie de la communauté sans abri. Sous le pape Pie XI, l'abbaye de Leffe devient fille de l’abbaye de Tongerlo et est intégrée à la circarie de Brabant. Juridiquement autonome, l’abbaye demeure très vulnérable sur le plan financier. La communauté doit vivre d’expédients, les jeunes frères fabriquant de l’encens et de l’encre que les confrères prêtres vont vendre à travers toute la Belgique, se déplaçant souvent à pied. Ces maigres revenus suffisent juste à assurer la survie matérielle de la communauté. Cette situation dure jusqu’à la Seconde Guerre mondiale et au-delà.

#### Seconde Guerre mondiale
Les épreuves de la guerre reviennent une nouvelle foi troubler la vie conventuelle. La majorité des Pères partent au front en tant qu’aumôniers et deux religieux sont blessés par une bombe aérienne. Lors de la débâcle de 1940, les jeunes Frères et leurs formateurs trouvent refuge durant quelques mois à Espaly, dans le diocèse d’Annecy, où vit une communauté prémontrée dépendant de Frigolet. Ils rentrent le 28 août et retrouvent une abbaye presque intacte, vaillamment gardée par le vieux frère Rémy aidé du frère Bronislas. L'abbé Bauwens, dont la santé s'est fragilisée, démissionne au cours de la guerre et rentre à Tongerlo en 1944. Le Père Hugues Lamy, abbé émérite de Tongerlo lui succède d’abord comme administrateur puis comme abbé de Leffe.  Il fut également homme de lettres.

#### Histoire récente
Après le décès du Père Lamy en 1949, le Père Cyrille Nys est élu Abbé le 16 janvier 1950. Ancien Procureur Général de l’Ordre, c’est un administrateur avisé. Il enrichit considérablement la bibliothèque et la sacristie et améliore grandement le confort des bâtiments.
L’abbé Marc Mouton succède au Père Nys en 1963. D’importants travaux sont réalisés à cette époque : aménagement de la sacristie, élargissement des fenêtres de la façade sud et aménagement d’un chemin d’accès à l’arrière des bâtiments. La période du concile amène des bouleversements importants dans la vie de l’abbaye, comme la suppression de l'office de 4H30 du matin, ou l'utilisation du français dans la liturgie.
En 1981, le Père François Martens est élu abbé après une vacance du siège durant deux ans. Il aura la joie de voir s’épanouir une floraison de jeunes vocations bienvenues après les années plutôt maigres de l’après-concile. Moins gênée par des soucis matériels, la communauté peut se consacrer davantage à son rôle pastoral et devient, jalons après jalons, un centre de rencontre religieuse et culturelle, port d’attache d’une dizaine de curés de paroisse et havre de retraite pour les jeunes.
Le Père Bruno Dumoulin, prieur de l’abbaye depuis 1968, est élu à la charge de prélat et succède au Père Martens le 29 mai 1989. Sous son abbatiat, une rapide succession de décès et d’ordinations de jeunes prêtres entraîne un redéploiement des forces vives. La communauté trouve un enracinement de proximité à travers l’administration de paroisses proches de l’abbaye, telles Bouvignes et Leffe.
La construction en 1996 d’un nouvel orgue, sous l’impulsion du prieur Patrick Johnson, ouvre une importante page culturelle et liturgique dans l’histoire de l’abbaye. L’approfondissement de l’identité prémontrée reste à l’ordre du jour, notamment à travers l’étude approfondie des constitutions renouvelées de l’Ordre.
D'octobre 2013 à l'été 2020, l'abbaye entretient un petit prieuré à l'abbaye de la Cambre, dans l'archidiocèse de Malines-Bruxelles,.

## Aspects patrimoniaux
Des travaux de restauration et d'aménagement ont été entrepris alors que règnent les styles des XVIIe et XVIIIe siècles. Le salon, dit des Abbés, est particulièrement remarquable, avec sa grande cheminée, ses meubles Renaissance, ses sculptures et ses portraits.

## L'orgue de Leffe

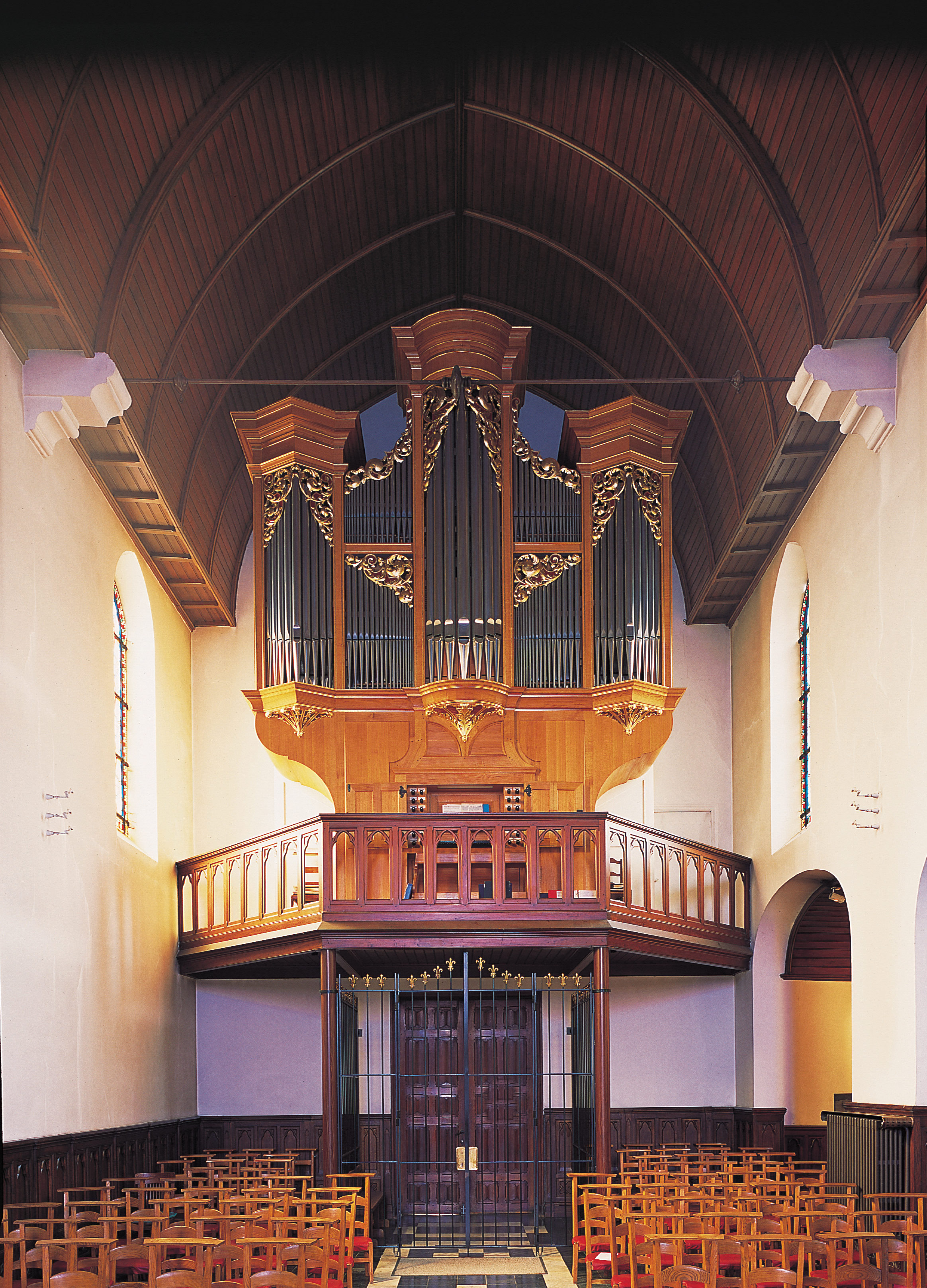
Orgues de l'abbaye de Leffe (Gaud)

### Les motivations de la communauté
« Construire un orgue, c’est répandre un parfum de louange, à la seule Gloire de Dieu », comme aimaient le rappeler Gottfried Silbermann et Johann Sebastian Bach quand ils signaient leurs chefs-d’œuvre.
Construire un orgue en suivant l'architecture de Silbermann, c’est mettre l'orgue en tant qu'instrument principal qui accompagnera les chants chrétiens car ceci est indispensable pour que la communauté puisse participer à la prière chantée. En créant le climat nécessaire, il fait partie intégrante de l’édifice religieux. Il donne du souffle à la voix de l’Église qui est celle du peuple. Si l’orgue est capable d’exprimer la joie, il peut aussi parvenir selon l'église à une très grande intériorité, apportant le réconfort et la compassion à ceux qui souffrent, la confiance et la paix à ceux qui sont dans l’épreuve. C’est aussi développer et ouvrir à l’infini des perspectives, s’appuyer sur le passé pour mieux vivre le présent, donc préparer l’avenir. Construire un tel instrument est un véritable projet car recevoir et partager les uns avec les autres un trésor commun. C’est aussi offrir à tout un peuple dans un lieu unique – une église – une voix, de la couleur, qui puissent lui parler, rapprocher les hommes de tous les horizons et les rendre plus heureux. C’est également offrir aux élèves des Conservatoires locaux ainsi qu’aux interprètes un instrument où la musique de Bach, puisse chanter dans toute sa force, ainsi que le répertoire qui l’a inspirée, comme celui qu’elle a suscité. Cet orgue s’inscrit dans la tendance d’authenticité de l’interprétation de la musique baroque allemande et dans le vaste mouvement de renaissance que connaît l’instrument en Europe, à l’aube du troisième millénaire.
L’orgue de Leffe s’inspire des instruments construits au début du XVIIIe siècle par le facteur d’orgues Gottfried Silbermann (1683-1753) en Saxe, dans l’est de l’Allemagne, la région où Johann Sebastian Bach a vécu. Après la construction des orgues de Spa et Mürringen, la perspective de construire un orgue de ce type dans une meilleure acoustique était tentante. En effet, l’architecture intérieure de l’abbatiale et en particulier sa grande voûte de bois favorise l’interprétation de musique polyphoniques. L’acoustique du lieu et l’absence de ce style d’instrument dans la région ont été les critères pris en compte pour le choix d’un tel orgue. Dans les églises de Saxe, nous retrouvons généralement, comme à Leffe, des acoustiques à faible réverbération.
Le facteur d'orgue belge André Thomas s'est inspiré du buffet de l’orgue de Grosshartmannsdorf (1741) pour concevoir celui de Leffe. Il s’élève à près de 7 m pour une largeur de 4,64 m et une profondeur de 2,30 m. Construit en chêne de Bourgogne, il est recouvert d’une huile naturelle. Les claires-voies sont sculptées et recouvertes d’une peinture et de feuilles d’or. Le buffet renferme les trois plans sonores, caractéristique classique des orgues de Gottfried Silbermann.
La mécanique des claviers est de type « suspendu ». Les claviers, en pin d‘Orégon, de 56 touches axées en queue, plaquées d’ébène pour les touches naturelles, et d’os pour les feintes. Les cadres et les rouleaux d’abrégés sont réalisés en orégon, les bras et les supports en charme. Le cèdre a été utilisé pour façonner les vergettes. L’accouplement des claviers est à tiroir poussant, à l’instar des orgues de Silbermann. Il y deux sommiers par plan sonore. Châssis et chapes sont en chêne massif. Les faux-sommiers, les barrages et les soupapes sont, quant à eux, en orégon. L’alimentation est composée de deux soufflets cunéiformes à un pli rentrant, un pour l’Oberwerk et le Hauptwerk, l’autre pour la pédale. La pression est de 78 mm pour l’ensemble. Réalisée dans nos ateliers, la tuyauterie compte 1532 tuyaux. La façon de construire les jeux d’anches rappelle fidèlement la conception des anches de Silbermann. Toute la tuyauterie est coupée au ton. Le la est à 440 Hz à 18°. Le tempérament choisi est Kirnberger III. Kirnberger (1721-1783) était élève de Bach. 
(Description de Dominique Thomas, facteur d'orgues à l'inauguration de l'instrument.)

## Abbaye de tradition brassicole - Brasserie

### L'Abbaye de Leffe (1200 - 1466)
Dans le registre no 30 Dinant-Commune aux Archives de l’État à Namur, on apprend que le clerc Gossuin, en 1240 et en présence des échevins de Dinant, vend à l'abbaye de Leffe divers biens et rentes à Leffe et à Saint-Médart dont une brasserie. Celle-ci se trouvant à Saint-Médart était donc de l'autre côté de la Meuse. Mais il ne faut pas oublier qu'en face de l'abbaye se trouvait une île aujourd'hui disparue. Cette île était reliée aux deux rives de la Meuse par le Pont de Leffe connu depuis le Xe siècle.
Au Moyen Âge, l’utilité d’une brasserie dans un monastère était avant tout d’ordre sanitaire. Dans l’impossibilité matérielle de vérifier si l’eau de source était propre ou non à la consommation, la communauté trouvait dans la fabrication de la bière un moyen pratique de résoudre un doute aussi crucial grâce au processus assainissant de la fermentation. On pouvait par là espérer échapper aux épidémies, de typhus notamment.
Comme les Cisterciens, les Prémontrés n'hésitaient pas à travailler de leurs mains dans les champs ou les fermes. Dès lors, un des Pères de Leffe était chargé de l'administration et du bon fonctionnement de la Brasserie. Bien vite, on transporta le moulin et sa brasserie dans l'enceinte même de l'abbaye.

### Le pénible redressement (1466 - 1704)
Ruinée après le passage de Charles le Téméraire, l'abbaye mit longtemps avant de retrouver sa splendeur d'autrefois. Le désastre de 1466 ayant détruit les archives, l'abbaye se voyait privée de ses titres de propriétés. De nombreux seigneurs laïcs s'empressèrent de contester les donations faites par leurs parents ou leurs ancêtres à l'abbaye. Toute une longue série de procès s'ensuivit et pour en payer les frais, l'abbaye dut vendre ou louer une partie de son domaine. Ce fut le cas pour la brasserie qui fut « accensée » à un laïc. Celui-ci devenait en quelque sorte le « gérant » de cette activité économique. Il restait néanmoins toujours sous contrôle du Père-Abbé ou de son représentant.
La brasserie fournissait la bière nécessaire à la consommation intérieure de l'abbaye. Un établissement religieux cherchait toujours à vivre en autarcie, c'est-à-dire à produire lui-même ce dont il a besoin, en circuit fermé. Pourtant, la réputation de la bière de Leffe grandissant, le Père Abbé fit parfois quelques exceptions à la règle. Comme en 1640 où il fait envoyer au curé de Loyers, de même qu’à celui de Saint Georges, trois tonneaux de bière pour leur installation dans leur nouvelle cure. (référence nécessaire, contradiction avec des articles cités plus avant- aucune archive de l'abbaye n'a pu être retrouvée depuis la Révolution française. |Un document de 1654, conservé dans les archives de l'abbaye, nous donne une série d'informations précieuses sur le statut de la brasserie au sein de l'abbaye. Il s'agit du testament de « l'honeste homme » Norbert Martin rédigé par le notaire Jean de Frahan en présence de l'épouse de Norbert, Catherine de Wespin.
Nous apprenons[Qui ?] que le brasseur loge avec sa famille dans une maison derrière le grand moulin et la « brassine » qu'il accense à l'abbaye.)La Brasserie fonctionnait bien puisqu'il lègue à sa mort trois maisons, divers biens et plus de 1 500 florins à sa famille ainsi que sa maison neuve. L'Abbaye louait cette brasserie pour 30 florins et y percevait 250 florins de taxes. Le procédé de fabrication restait propriété de l’Abbé. Le brasseur, outre le paiement de ces divers droits et taxes, devait également offrir, à la Noël, une livre de clous de girofle, vieille survivance du Moyen Âge où il payait en nature.

### L'Abbatiat de Perpète Renson (1704 - 1743)
Sous le gouvernement de cet abbé bâtisseur, l'abbaye de Leffe connut un renouveau et une longue période de prospérité. Soucieux de développer la brasserie, il l’agrandit et rénove, ce qui fait dire en 1729 aux Dinantais dans leur lettre au Comte de Rougrave, parlant de l'abbaye, que cette dernière possède « une brassine ample et commodieuse ». Lors de la consécration de la nouvelle église par l'évêque de Namur et des grandes fêtes qui l'accompagnent durant trois jours, la bière de l'abbaye est unanimement goûtée et appréciée.
En 1735, l'abbaye dut offrir l'hospitalité forcée à un régiment de Hussards. Ces « visiteurs ». turbulents et peu soucieux du caractère religieux de l'établissement, firent de grands dégâts au mobilier et aux bâtiments. La brasserie eut à souffrir de leur passage et les tonneaux de bière, non engloutis dans les gosiers de ces rustres soldats, furent brisés ou éventrés. L'Abbé de Leffe, Perpète Renson, protesta avec la dernière énergie et traîna en procès la ville de Dinant qui lui avait envoyé ces remuants « pèlerins ».

### Les derniers jours de l'abbaye
En 1749, le bénédictin Dom Guyton, chargé de visiter et d'inspecter les abbayes de l'Ordre de Saint-Benoît dans les anciens Pays-Bas autrichiens, fit une halte à Leffe, pourtant abbaye prémontrée, afin d'y admirer l'église et d'y goûter sa bonne bière… Aux dernières heures de l'abbaye, le Père-Abbé n'hésite pas à faire des dépenses importantes pour la brasserie : réparation de la serrure, achat d'une nouvelle meule et de matériel, nouveau coup de peinture à la maison du brasseur, etc. La brasserie était en pleine expansion lorsqu'advint un nouveau danger qui allait détruire 640 ans d'efforts, de sacrifices et de courage : l'arrivée des troupes républicaines françaises et la suppression des abbayes de nos régions.

### Les jours sombres
À partir de 1796, l'abbaye est officiellement supprimée par la loi républicaine du 15 Fructidor, An IV (1er septembre 1796) et déclarée Bien national. Elle est vendue par lots successifs.
Par acte notarié du 25 Fructidor An XII (10 septembre 1802), les religieux de Leffe, dans l'impossibilité de rétablir leur abbaye, se partagent les biens qu'ils ont rachetés avec les Bons nationaux. La houblonnière et la brasserie, situées le long du grand jardin, sont attribuées à Joseph Georges et Alexandre Fissiaux, ex-religieux de Leffe.
Dans son testament du 16 octobre 1812, le dernier Abbé, Gérard, lègue l'abbaye à sa nièce, Angélique Bussy, épouse Tournai. Celle-ci s'empresse de la revendre à Louis de Saint-Hubert, le 16 août 1813, qui lui-même, le 7 novembre 1816 la revend à Auguste des Rousseaux, directeur des verreries de Monthermé en France.
Dès lors, l'abbaye va être partagée en plusieurs propriétaires au gré des ventes et des héritages. L'église sera abattue et plusieurs maisons vont être construites à son emplacement. L'activité de la brasserie continua au ralenti jusqu'en 1809 puis fut abandonnée.

### La nouvelle abbaye (1929 - 1987)
En 1929, l'abbaye de Tongerlo est partiellement détruite par le feu. Une partie de la communauté trouve refuge à l'abbaye de Leffe et lui redonne vie. Les Pères de Leffe s'efforcent de reconstituer au moins en partie le domaine de jadis. Ils ne réussissent guère et la situation financière de l'abbaye demeure précaire.
En 1952, le Père-Abbé Nys rencontre Albert Lootvoet, brasseur à Overijse, et lui fait part des difficultés financières de l'abbaye. De concert avec le Père Abbé, Albert Lootvoet décide de faire revivre la tradition brassicole de l'abbaye de Leffe en respectant les procédés d'autrefois. Ainsi en 1954, une Leffe Brune est à nouveau brassée et rencontre immédiatement un vif succès. Alors que les bières de Leffe comptent déjà leurs quatre variétés avec chacune leur caractère bien précis, d'importants investissements sont nécessaires à la brasserie Lootvoet pour pouvoir répondre à la demande croissante des consommateurs. Ainsi en 1977, Albert Lootvoet reçoit le soutien financier d'une autre brasserie, la Brasserie Artois. La production passe alors de Overijse à Mont-Saint-Guibert. En 1987, alors que les Brasseries Artois et Piedboeuf fusionnent, la Brasserie Interbrew est créée. Brasserie Artois qui aujourd'hui encore assure la production des bières de l'abbaye, appartient à la multinationale AB InBev.